# Xã Bennezette, Quận Butler, Iowa
Xã Bennezette (tiếng Anh: Bennezette Township) là một xã thuộc quận Butler, tiểu bang Iowa, Hoa Kỳ. Năm 2010, dân số của xã này là 260 người.